# Luis Palao Berastain
Luis Enrique Graciano Palao Berastain, más conocido como Luis Palao o Luis Palao Berastain (Arequipa, 1943-Arequipa, 21 de marzo de 2024) fue un pintor y dibujante peruano. Se especializó en el dibujo y la pintura realista, trabajados sobre todo con carboncillo y acuarela, desplegando un gran dominio técnico. Representó mayormente a personajes y escenarios del mundo andino. Hizo exposiciones en Perú, Argentina, Colombia, Chile, Bolivia, España y Estados Unidos, con buena recepción de la crítica.

## Biografía
Nació en Arequipa, siendo hijo de Mariano Palao Villegas, un conocido médico cirujano de dicha ciudad; y de Rosa Berastain Berastain, enfermera nacida en Huacho. La familia vivía en el N.º 417 de la calle Sáenz Peña, en el barrio de Miraflores. Luis Palao decía que en realidad había nacido en Huacho, pero lo cierto es que su niñez y adolescencia transcurrieron en Arequipa.
Mostró desde muy joven una sensibilidad especial para las artes. Estudió su educación primaria en el Colegio La Salle, y la secundaria en el Colegio Nacional de la Independencia Americana de su ciudad natal, de donde egresó en 1959. A instancias de sus padres, en 1960 viajó a Argentina para estudiar arquitectura en la Universidad Nacional de La Plata, pero luego de cuatro años abandonó la carrera para dedicarse a las artes plásticas.
En Argentina tuvo contacto con renombrados artistas locales, y realizó varias muestras, alcanzando reconocimiento de la crítica. Su primera exposición la inauguró en la Municipalidad de Salta, el 25 de mayo de 1965. Se trasladó a Jujuy, atraído por su paisaje campestre, que a partir de entonces se convirtió en el tema central de su arte.
En 1966 regresó al Perú y presentó muestras de su arte en Arequipa. Pero no quiso permanecer allí y se fue a vivir al distrito de Chinchero, en la provincia de Urubamba del departamento del Cuzco, donde se mimetizó con el paisaje y la gente del Perú profundo. Viajó incansablemente por los Andes recreando la vida y el entorno de la gente humilde del campo, con un estilo realista inspirado en los hermanos Teodoro y Alejandro Núñez Ureta, y con ciertas reminiscencias del realismo americano de Andrew Wyeth.
Su trabajo cuenta con un dominio del dibujo pleno y un estilo muy peculiar para equilibrar y ejecutar las sombras, siendo su claro oscuro fuerte y de pinceladas espontáneas y seguras.
Su mérito es haber creado un realismo muy personal pero completo en lo académico contemporáneo y el haber usado un estilo innegablemente universal para recrear la vida de la gente de su tierra, siguiendo de esta forma y dándole nuevos bríos al arte de Jorge Vinatea Reinoso y Teodoro Núñez Ureta. Por ello ha sido merecedor de varias distinciones y premios nacionales e internacionales, por su valor plástico y humanista en el contenido. Esas distinciones van desde el Premio Nacional de Pintura, hasta el reconocimiento del Estado Peruano por su trayectoria y legado a la historia del arte nacional.
Palao era un eterno buscador de nuevas formas de expresión, nunca se repite. Su amor por la gente humilde, en especial por el autóctono puro, lo llevó a ser parte de la lucha de su pueblo en el sueño utópico del retorno natural a la tierra:

"Yo no estoy geográficamente en un lugar, yo soy un vagamundo. Estoy con los hombres que no tienen tierra y eso es mi libertad. Estoy donde están los mendigos, los enfermos mentales, con los que huyeron de su casa, con aquellos que no aceptaron a la sociedad aunque sea por un día. Me interesan los desamparados, no quienes están en sus casas con su televisor y su cuenta bancaria. No hay nada que admirar ahí, desde mi punto de vista, desde el camino".

Luego de vivir en Chinchero, se instaló en el Valle Sagrado de los Incas, en Calca, donde estuvo varios años, continuando su labor de artista y hombre solidario con la realidad de su pueblo. Finalmente, tuvo que trasladarse a su natal Arequipa por problemas de salud y para encontrarse más cerca de sus hermanos. Allí le sorprendió la muerte, cuando contaba con 81 años.

## Descendencia
Se casó con Liese Ricketts Borchardt en 1973 con quien tuvo dos hijos, Sebastián y Francisco. En 1994 nació su hija Cristina, fruto de su relación con la cusqueña Gabriela Lambarri.

## Exposiciones en el Perú
1. 1966 Galería 300. Arequipa
2. 1967 Galería del Portal de San Agustín. Arequipa
3. 1968 Sala de exposiciones de la Alianza Francesa. Arequipa
4. 1973 Galería de Arte Ginebra. Arequipa
5. 1974 Galería Ivonne Briceño. Lima
6. 1975 Galería Decoraciones Línea. Lima
7. 1976 Galería de Arte Casa Del Moral, Banco Industrial del Perú. Arequipa
8. 1978 Sala de Arte Petro Perú. Lima
9. 1980 Galería Trapecio. Lima
10. 1982 Galería Trapecio. Lima
11. 1984 Galería Trapecio. Lima
12. 1986 Galería de Arte Moll. Lima
13. 1987 Galería de Arte Moll. Lima
14. 1987 Galería de Arte América 92. Lima
15. 1987 Facultad de Economía y Planificación de la Universidad Agraria. La Molina, Lima
16. 1988 Galería Trapecio, Lima
17. 1988 Galería de Arte América 92. Lima
18. 1989 Galería de Arte América 92. Lima
19. 1990 Galería de Arte América 92. Lima
20. 1991 Club de la Banca. Lima
21. 1993 Galería de Arte América 92. Lima
22. 1994 Galería Borkas. Lima
23. 1994 Galería de Arte Moll. Lima
24. 1995 Galería del Banco Wiese, Trujillo
25. 1995 Instituto de Arte "Corriente Alterna". Lima
26. 1995 Galería Trapecio. Lima

## Exposiciones en el extranjero
1. 1965 Salón de actos de la Municipalidad de Salta. Buenos Aires, Argentina
2. 1965 Salón de la Alianza Francesa. La Plata, Argentina
3. 1988 Cultural Arts Centers. Dallas, EE. UU.
4. 1988 Iberoamerican Cooperative Institute. Barcelona, España
5. 1989 General Departament for Culture of Cataluña. Barcelona, España
6. 1990 Astorela Palace. Iquique, Chile
7. 1991 Sheraton Hotel. La Paz, Bolivia
8. 1992 Expo - Sevilla 92. Sevilla, España
9. 1993 Art Gonzalo Jiménez de Quesada Center, Bogotá, Colombia.
10. 1994 House of The Americas. Madrid, España.
11. 1994 Art 94 Bal Harbour. Miami, Florida, Estados Unidos.
12. 1995 Art Americas. Miami, Florida, Estados Unidos.
13. 1995 Astorias Fine Art Gallery. Coral Gables, Florida, Estados Unidos.